# Baron le Despenser
Baronowie le Despenser 1. kreacji (parostwo Anglii)
- 1264–1265: Hugh le Despenser, 1. baron le Despenser
- 1265–1326: Hugh le Despenser, 2. baron le Despenser

Baronowie le Despenser 2. kreacji (parostwo Anglii)
- 1314–1326: Hugon Despenser Młodszy

Baronowie le Despenser 3. kreacji (parostwo Anglii)
- 1338–1349: Hugh le Despenser, 2. baron le Despenser

Baronowie le Despenser 4. kreacji (parostwo Anglii)
- 1357–1375: Edward le Despenser, 1. baron le Despenser
- 1375–1400: Thomas le Despenser, 2. baron le Despenser

Baronowie le Despenser 1. kreacji (parostwo Anglii)
Kontynuacja kreacji z 1264 r.
- 1604–1626: Mary Fane, 7. baronowa le Despenser
- 1626–1629: Francis Fane, 8. baron le Despenser
- 1629–1666: Mildmay Fane, 9. baron le Despenser
- 1666–1691: Charles Fane, 10. baron le Despenser
- 1691–1693: Vere Fane, 11. baron le Despenser
- 1693–1699: Vere Fane, 12. baron le Despenser
- 1699–1736: Thomas Fane, 13. baron le Despenser
- 1736–1762: John Fane, 14. baron le Despenser
- 1763–1781: Francis Dashwood, 15. baron le Despenser
- 1788–1831: Thomas Stapleton, 16. baron le Despenser
- 1831–1891: Mary Frances Elizabeth Boscawen, 17. baronowa le Despenser
- 1891–1918: Evelyn Edward Thomas Boscawen, 18. baron le Despenser
- następni baronowie le Despenser, patrz: wicehrabia Falmouth

Baronowie le Despenser 5. kreacji (parostwo Anglii)
- 1387–1401: Philip le Despenser, 1. baron le Despenser
- 1401–1424: Philip le Despenser, 2. baron le Despenser